# Sturmtruppen 2 - Tutti al fronte
Sturmtruppen 2 - Tutti al fronte è un film del genere commedia all'italiana del 1982 diretto da Salvatore Samperi. È il sequel del film Sturmtruppen del 1976.
Il film è tratto dalle omonime strisce create da Bonvi, sceneggiatore della pellicola e attore..

## Trama
La vicenda è incentrata su un gruppo di svitati (un ladro fallito, due fratelli che imitano Stanlio e Ollio, un mammone, un turista tirolese, l'alleato fascista e altri) che, si arruolano in un improbabile esercito della Wehrmacht, contro un nemico non identificato. I nostri "eroi" partiranno per la prima linea, dove ne combineranno di tutti i colori in questa guerra assurda.

## Accoglienza
Il film non ebbe il successo sperato venendo stroncato da pubblico e critica. Tuttavia venne apprezzata l'interpretazione di Boldi.